# Ferd'nand
Ferd'nand (soms Ferdinand) is een van de langstlopende humoristische stop-comics. Ze werd in 1937 gecreëerd door de Deen Henning Dahl Mikkelsen, die het pseudoniem "Mik" gebruikte.

## Inhoud
Het hoofdpersonage, het mannetje Ferd'nand, draagt een snor en een eigenaardig kegelvormig geel hoedje dat hij nooit afzet behalve als hij een ander hoofddeksel moet dragen zoals een koksmuts. Hij is getrouwd, heeft een zoon van ongeveer tien jaar die eenzelfde hoedje als zijn vader draagt, en een hondje. Zijn vrouw is een huisvrouw die gewoonlijk met een schort rondloopt.
Ferd'nand is een mime-strip, volledig tekstloos, afgezien van een sporadische "Z" bij een slapend figuurtje, een uitroepteken, vraagteken of een universeel herkenbaar onomatopee als "crash", "pop", "sniff". Er is geen doorlopend verhaal, elke strip is een aparte grap. De strip toont situaties uit het dagelijkse leven, de humor is vaak subtiel en herkenbaar.

## Geschiedenis
Ferd'nand werd vanaf 1937 verdeeld door PIB (Presse-Illustrations-Bureau) uit Kopenhagen. Mikkelsen emigreerde in 1946 naar de Verenigde Staten, waar Ferd'nand vanaf 1947 verscheen, verdeeld door United Feature Syndicate. In 1954 werd Mikkelsen een Amerikaans staatsburger. Hij bleef Ferd'nand tekenen tot aan zijn dood in 1982, op een periode na toen Frank Thomas het van hem overnam. Al Plastino tekende Ferd'nand van 1982 tot 1989. Plastino ondertekende zijn strips met "Al + Mik". De Deen Henrik Rehr nam het dan over. Hij ondertekent met "Rehr.Mik".
De strip verscheen nog lange tijd in kranten in meer dan 30 landen; ook in België en Nederland. Doordat er geen tekst is, is er geen vertaalprobleem.
In 2012 werd de reeks stopgezet.

## Verfilmingen
In 1944 en 1945 maakte Dahl Mikkelsen twee korte animatiefilms rond Ferd'nand: Ferd'nand på fisketur (Ferd'nand op vistoer) en Ferd'nand på bjørnejagt (Ferd'nand op berenjacht).